# Liste der Monuments historiques in Laronxe
Die Liste der Monuments historiques in Laronxe führt die Monuments historiques in der französischen Gemeinde Laronxe auf.

## Liste der Objekte
| Bezeichnung                 | Beschreibung | Standort                          | Kennzeichnung | Schutzstatus | Datum | Bild |
| --------------------------- | --- | --------------------------------- | ------------- | ------------ | ----- | ---- |
| Gemälde Christus am Kreuz   | Ölfarbe auf Leinwand, 1920                                                                                           | in der Kirche St-Sébastien (Lage) | PM54002056    | Inscrit      | 2015  |      |
| Skulptur Madonna mit Kind   | Holz, farbig gefasst und vergoldet, 18. Jahrhundert                                                                  | in der Kirche St-Sébastien (Lage) | PM54001610    | Inscrit      | 2009  |      |
| Skulptur Heiliger Sebastian | Holz, farbig gefasst und vergoldet, 18. Jahrhundert                                                                  | in der Kirche St-Sébastien (Lage) | PM54001611    | Inscrit      | 2009  |      |
| Altar                       | Altartisch, Retabel, zwei Gemälde und eine Skulptur; Holz, farbig gefasst und vergoldet, Anfang des 18. Jahrhunderts | in der Kirche St-Sébastien (Lage) | PM54001612    | Inscrit      | 2009  |      |